# Kanzeon-ji

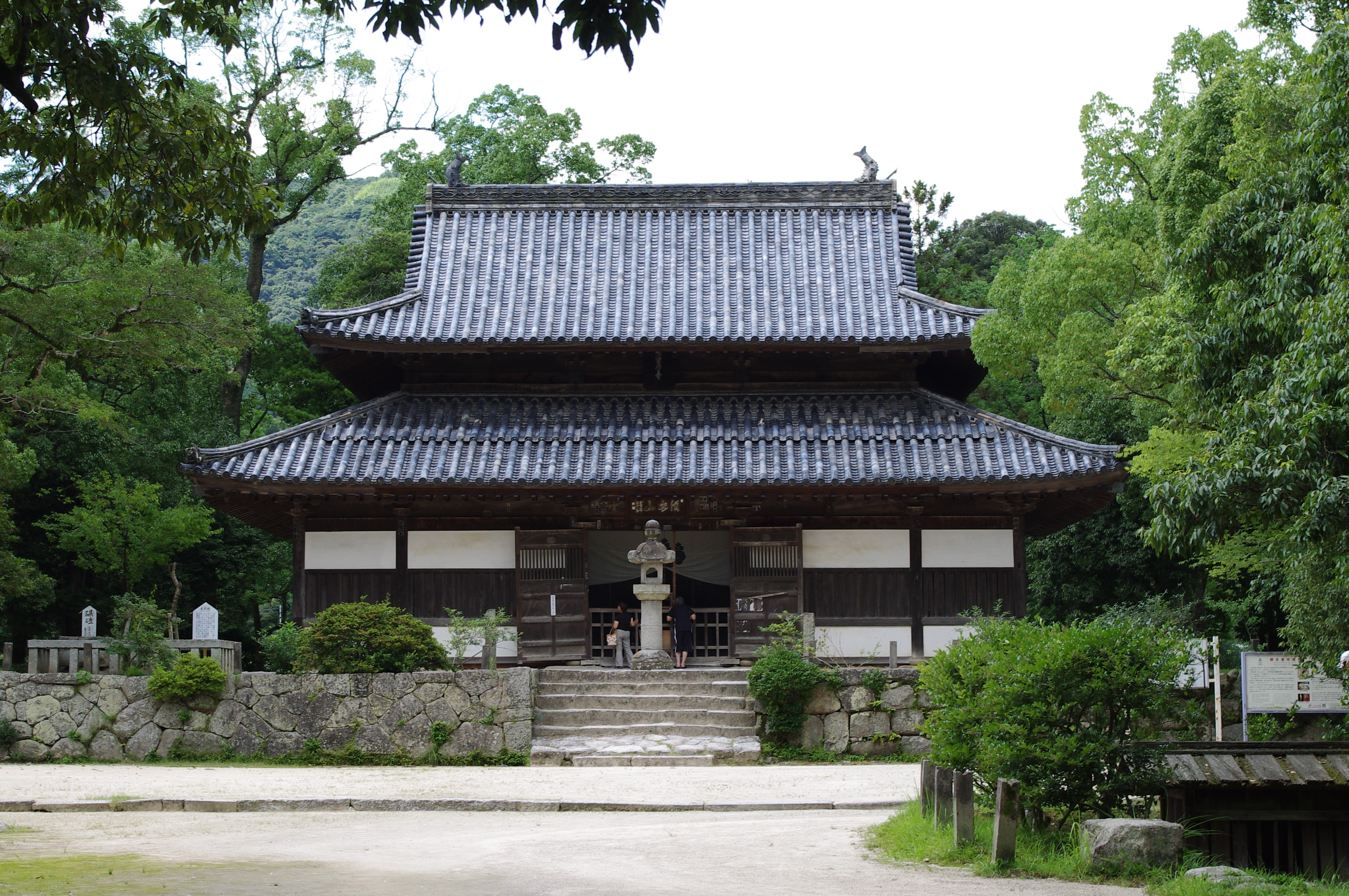
Kanzeon-Tempel (Lehrhalle, heute Haupthalle)

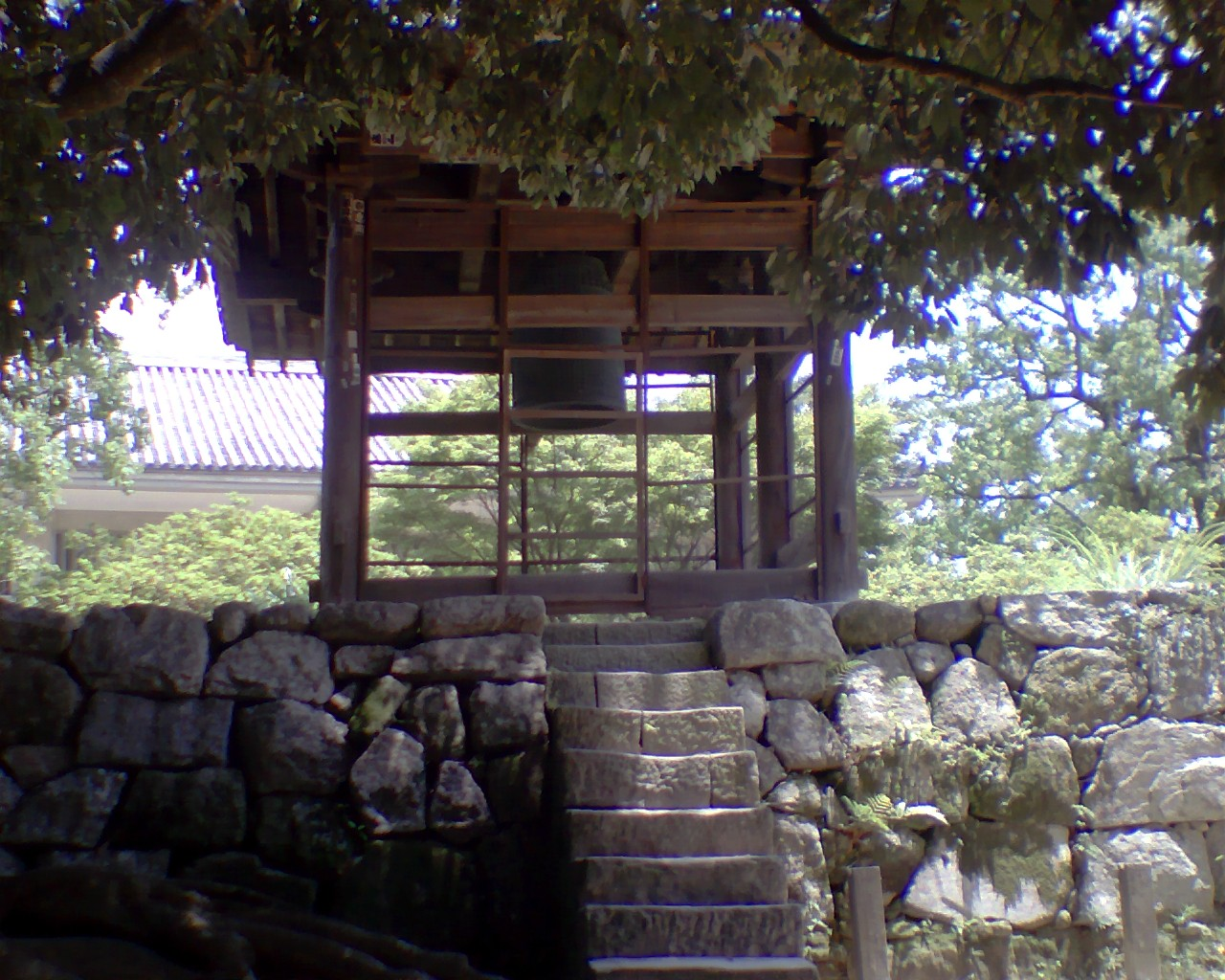
Glockenturm mit einer Glocke aus der Nara-Zeit (Wichtiges Kulturgut Japans)

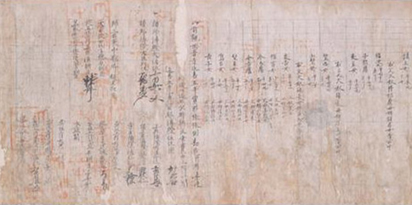
Inventar des Kanzeon-Tempels aus dem Jahre 905

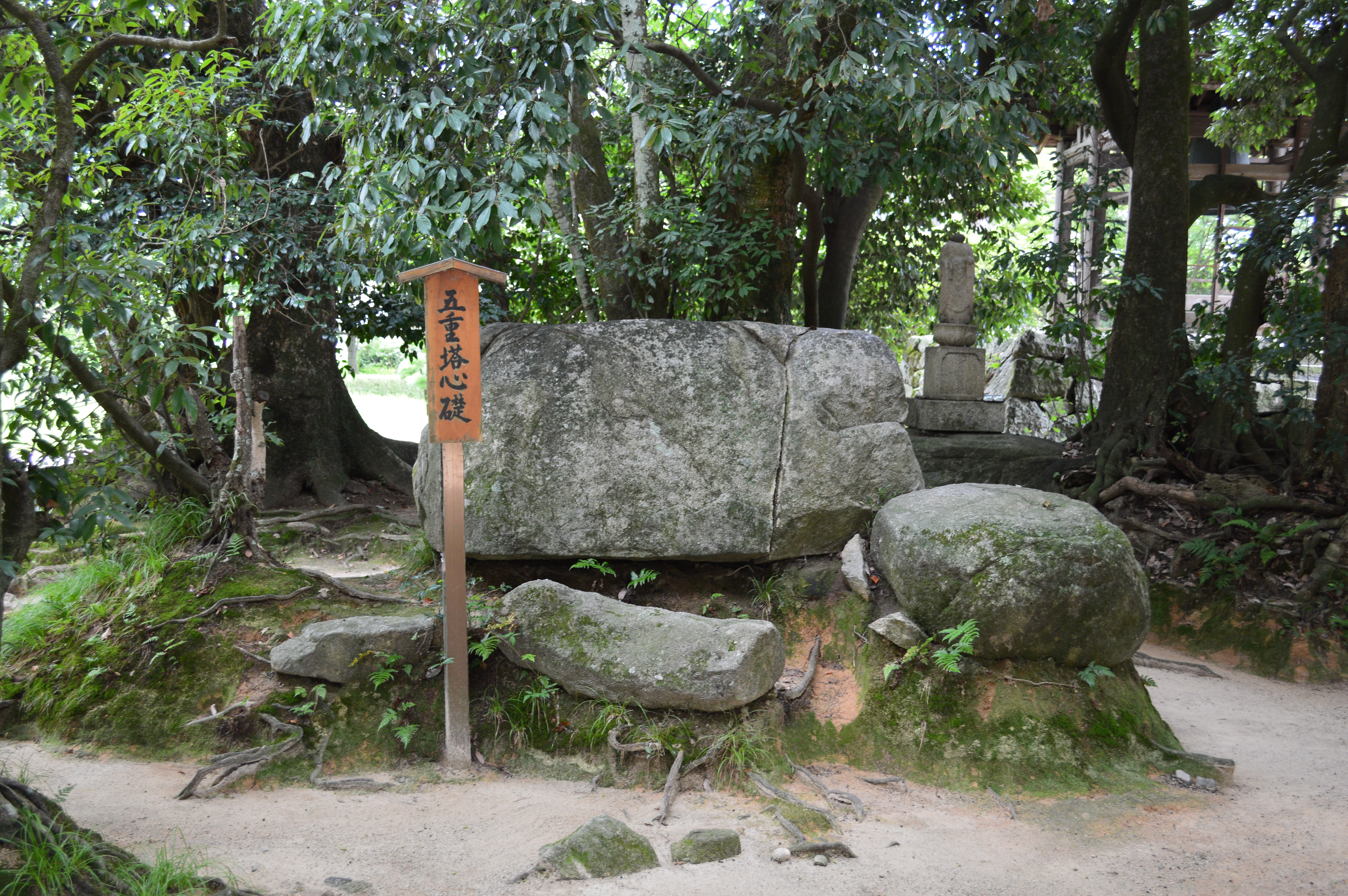
Grundstein für den Hauptpfeiler der fünfstöckigen Pagode

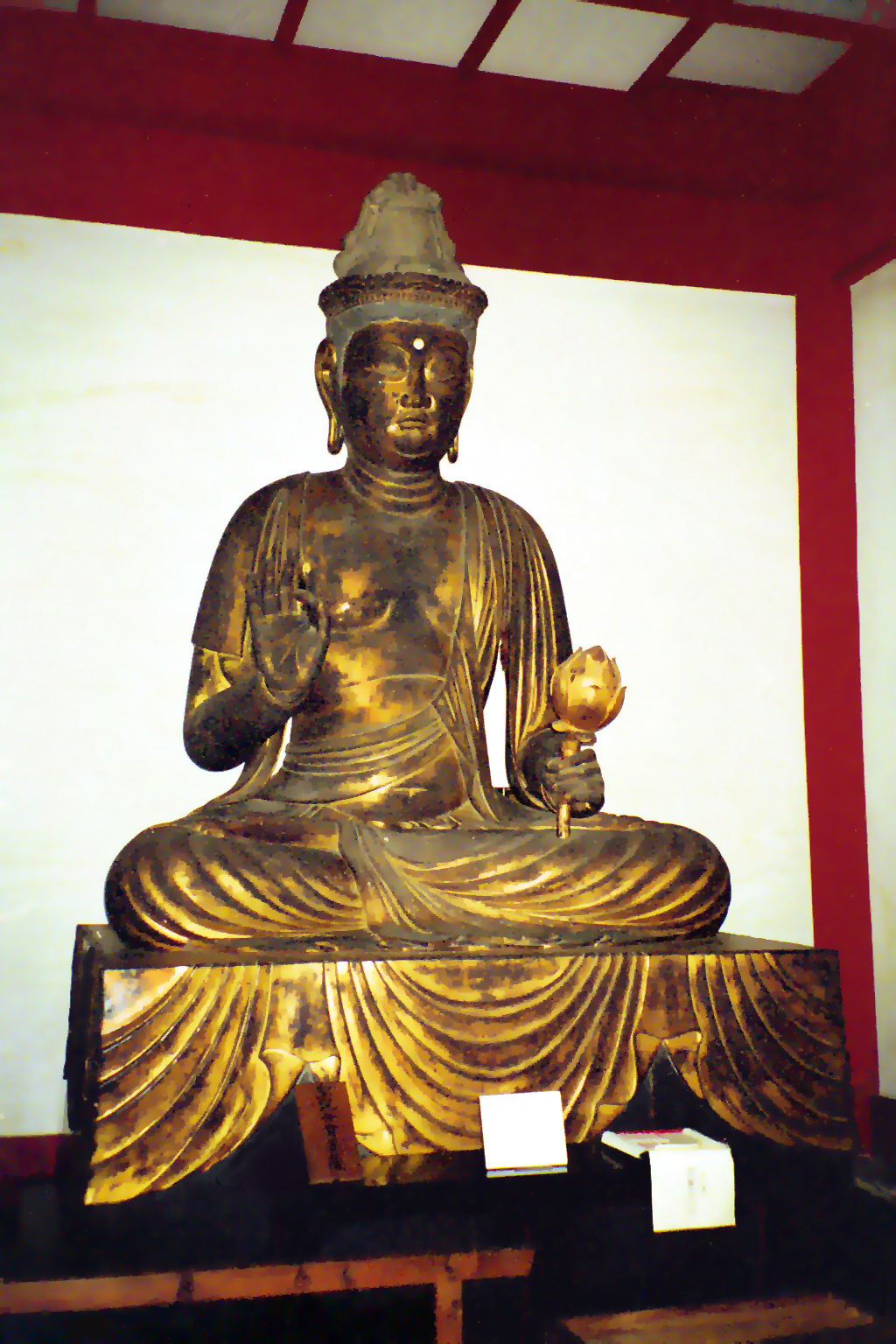
Avalokiteśvara (jap. Kannon) aus dem Jahre 1066. Höhe 3,21 m

Der Kanzeon-ji (jap. 観世音寺) ist ein heute nur in Teilen erhaltener buddhistischer Tempel aus der zweiten Hälfte des 7. Jahrhunderts in Dazaifu, Japan.
Der Tempel mit dem Bergtitel Kiyomizu-san (清水山) hat seinen Namen von der Hauptgottheit Shōkannon (聖観音; auch Kanzeon Bosatsu 観世音菩薩 oder Kanjizai Bosatsu 観自在菩薩; Sanskrit Avalokiteshvara), dem  Bodhisattva des universellen Mitgefühls (Sanskrit karuna). Mit seiner später ausgegliederten Ordinationsplattform (Kaidan’in) war er einer der drei wichtigsten Tempel Japans. Nach der Heian-Zeit verlor er diese dominante Stellung, doch hat eine Reihe wertvoller Skulpturen die Wirren der Zeiten überdauert.

## Geschichte
Der heian-zeitlichen Chronik Shoku Nihongi zufolge wurde der Tempel durch den Tennō Tenji (626–672) zu Ehren seiner mächtigen Mutter Saimei (Kōgyoku) gegründet. Im Jahre 709 waren die Bauarbeiten noch immer nicht abgeschlossen. 746 war schließlich nach 80 Jahren eine gewaltige Anlage entstanden. Die Tempelglocke, eine der ältesten Glocken des Landes, gilt als Pendant zur Glocke des Myōjin-Tempels (Myōshin-ji) in Kyōto. Sie ist als Wichtiges Kulturgut Japans geschützt. Im Jahre 761 errichtete der aus China übergesiedelte Mönche Jianzhen (jap. Ganjin) im südlichen Teil des Tempelareals eine Halle mit einer Ordinationsplattform.
Wiederholte Naturkatastrophen setzten der Anlage schwer zu. Die Lehrhalle (kōdō) und die fünfstöckige Pagode verbrannten 1064. Im Jahre 1102 zerstörte ein Taifun das Südportal und die Goldene Halle (kondō). Letztere wurde wieder errichtet, fiel aber schon 1143 einem Brand zum Opfer. 1630 brach die neue Goldene Halle in einem Sturm zusammen. Dank der Initiative der Lehnsherren von Fukuoka, der Familie Kuroda, wurde 1631 die Goldene Halle und 1688 die Lehrhalle ein weiteres Mal errichtet, so dass eine minimale Funktionsfähigkeit als Tempel gewährleistet war.
Seit der Heian-Zeit war der Kanzeon-Tempel ein Zweigtempel des Tōdai-Tempels (Tōdai-ji) in Nara. In der Meiji-Zeit wurde er der Tendai-Schule zugeschlagen. Nach Restaurierungsarbeiten an den Plastiken (1913–1917) überführte man diese 1959 in ein hierzu errichtetes Betongebäude, das seitdem als Tempelschatzmuseum dient:
- Amitābha (jap. Amida Nyorai, 阿弥陀如来坐像), Holzplastik aus der Heian-Zeit[5]
- Amitābha (jap. Amida Nyorai, 阿弥陀如来坐像) Holzplastik aus der Heian-Zeit[6]
- Avalokiteśvara (jap. Kannon, 観音菩薩立像) Holzplastik aus der Heian-Zeit (1066)[7]
- Avalokiteśvara (jap. Kannon, 観音菩薩立像), Holzplastik aus der Heian-Zeit[8]
- Avalokiteśvara (jap. Kannon, 観音菩薩立像), Holzplastik aus der Heian-Zeit[9]
- Sri-mahadevi (jap. Kichijōten, 吉祥天立像), Holzplastik aus der Heian-Zeit[10]
- Die vier Himmlischen Könige Caturmahārāja (jap. Shitennō, 四天王立像), Holzplastik aus der Heian-Zeit[11]
- Elfgesichtige Kannon Ekādaśamukha (jap. Jūichimen Kannon, 十一面観音立像), Holzplastik aus der Heian-Zeit[12]
- Elfgesichtige Kannon Ekādaśamukha (jap. Jūichimen Kannon, 十一面観音立像), Holzplastik aus der Heian-Zeit, 1069[13]
- Elfgesichtige Kannon Ekādaśamukha (jap. Jūichimen Kannon, 十一面観音立像), Holzplastik aus der Kamakura-Zeit, 1242[14]
- Der Glücksgott Daikoku-ten (大黒天立像), Holzplastik aus der Heian-Zeit[15]
- Kshitigarbha (jap. Jizō bosatsu, 地蔵菩薩立像), Holzplastik aus der Heian-Zeit[16]
- Kshitigarbha (jap. Jizō bosatsu, 地蔵菩薩立像), Holzplastik aus der Heian-Zeit[17]
- Pferdeköpfige Kannon Hayagriva (jap. Batō Kannon, 馬頭観音立像), Holzplastik aus der späten Heian-Zeit (Höhe 5,03 m)[18]
- Vaiśravaṇa (jap. Bishamonten, 毘沙門天立像), Holzplastik aus der Heian-Zeit[19]
- Amoghapāśa Lokeśvara (jap. Fukūkenjaku Kannon 不空羂索観音立像), Holzplastik aus der Kamakura-Zeit, 1222[20]
- Drei Bugaku-Masken (舞楽面) aus der Kamakura-Zeit[21]
- Steinerne, als Torwächter verwendete Löwenhunde (jap. komainu, 石造狛犬) aus der Kamakura-Zeit[22]
- Bronze-Spiegel (銅製天蓋光心) aus der Nara-Zeit[23]

## Belege
1. ↑  Database of Registered National Cultural Properties. Agency for Cultural Affairs, archiviert vom Original am 31. Juli 2012; abgerufen am 16. Dezember 2015.
2. ↑  Kanzeon-ji (2006) S. 18
3. ↑  Database of Registered National Cultural Properties. Agency for Cultural Affairs, archiviert vom Original am 4. Juni 2012; abgerufen am 16. Dezember 2015.
4. ↑  Kanzeon-ji (2006) S. 40
5. ↑  Database of Registered National Cultural Properties. Agency for Cultural Affairs, archiviert vom Original am 4. Juni 2012; abgerufen am 16. Dezember 2015.
6. ↑  Database of Registered National Cultural Properties. Agency for Cultural Affairs, archiviert vom Original am 4. Juni 2012; abgerufen am 16. Dezember 2015.
7. ↑  Database of Registered National Cultural Properties. Agency for Cultural Affairs, archiviert vom Original am 7. Juni 2012; abgerufen am 16. Dezember 2015.
8. ↑  Database of Registered National Cultural Properties. Agency for Cultural Affairs, archiviert vom Original am 7. Juni 2012; abgerufen am 16. Dezember 2015.
9. ↑  Database of Registered National Cultural Properties. Agency for Cultural Affairs, archiviert vom Original am 7. Juni 2012; abgerufen am 16. Dezember 2015.
10. ↑  Database of Registered National Cultural Properties. Agency for Cultural Affairs, archiviert vom Original am 7. Juni 2012; abgerufen am 16. Dezember 2015.
11. ↑  Database of Registered National Cultural Properties. Agency for Cultural Affairs, archiviert vom Original am 7. Juni 2012; abgerufen am 16. Dezember 2015.
12. ↑  Database of Registered National Cultural Properties. Agency for Cultural Affairs, archiviert vom Original am 7. Juni 2012; abgerufen am 16. Dezember 2015.
13. ↑  Database of Registered National Cultural Properties. Agency for Cultural Affairs, archiviert vom Original am 7. Juni 2012; abgerufen am 16. Dezember 2015.
14. ↑  Database of Registered National Cultural Properties. Agency for Cultural Affairs, archiviert vom Original am 7. Juni 2012; abgerufen am 16. Dezember 2015.
15. ↑  Database of Registered National Cultural Properties. Agency for Cultural Affairs, archiviert vom Original am 7. Juni 2012; abgerufen am 16. Dezember 2015.
16. ↑  Database of Registered National Cultural Properties. Agency for Cultural Affairs, archiviert vom Original am 7. Juni 2012; abgerufen am 16. Dezember 2015.
17. ↑  Database of Registered National Cultural Properties. Agency for Cultural Affairs, archiviert vom Original am 7. Juni 2012; abgerufen am 16. Dezember 2015.
18. ↑  Database of Registered National Cultural Properties. Agency for Cultural Affairs, archiviert vom Original am 7. Juni 2012; abgerufen am 16. Dezember 2015.
19. ↑  Database of Registered National Cultural Properties. Agency for Cultural Affairs, archiviert vom Original am 7. Juni 2012; abgerufen am 16. Dezember 2015.
20. ↑  Database of Registered National Cultural Properties. Agency for Cultural Affairs, archiviert vom Original am 7. Juni 2012; abgerufen am 16. Dezember 2015.
21. ↑  Database of Registered National Cultural Properties. Agency for Cultural Affairs, archiviert vom Original am 7. Juni 2012; abgerufen am 16. Dezember 2015.
22. ↑  Database of Registered National Cultural Properties. Agency for Cultural Affairs, archiviert vom Original am 7. Juni 2012; abgerufen am 16. Dezember 2015.
23. ↑  Database of Registered National Cultural Properties. Agency for Cultural Affairs, archiviert vom Original am 7. Juni 2012; abgerufen am 16. Dezember 2015.

Koordinaten: 33° 30′ 53,2″ N, 130° 31′ 15″ O